# Julia Child

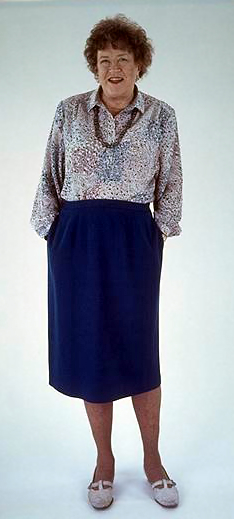
Julia Child, 1988

Julia Child (geb. Julia Carolyn McWilliams; * 15. August 1912 in Pasadena, Kalifornien; † 13. August 2004 in Montecito, Kalifornien) war eine US-amerikanische Köchin und Autorin von Kochbüchern. Sie gilt gemeinsam mit M. F. K. Fisher, Craig Claiborne und James Beard als eine der Persönlichkeiten, die zwischen 1930 und 1970 die US-amerikanische Küche und Esskultur maßgeblich beeinflussten. Von großem Einfluss war dabei ihre Kochsendung The French Chef, die das erste Mal im Jahr 1963 ausgestrahlt wurde und ein Millionenpublikum mit der französischen Küche und deren Kochtechniken vertraut machte. Ihr bekanntestes Buch ist Mastering the Art of French Cooking, das sie gemeinsam mit Simone Beck und Louisette Bertholle verfasste. Es wurde ganz wesentlich von La bonne Cuisine de Madame E. Saint-Ange geprägt, erstmals zu Beginn der 1960er Jahre aufgelegt und erscheint bis heute. Childs Kochbuchklassiker hat seinerseits eine Reihe anderer US-amerikanischer Köche wie etwa Ina Garten maßgeblich beeinflusst.
Julia Child, die an der US-amerikanischen Westküste aufwuchs, fand erst verhältnismäßig spät zur Kochkunst. Wegen ihres Mannes, der für das Außenministerium der Vereinigten Staaten tätig war, lebte sie in den 1950er Jahren in Frankreich und wurde maßgeblich von der dortigen Kochkunst geprägt. Sie lernte das professionelle Kochen an der Kochschule Cordon Bleu in Paris. 2000 wurde sie Mitglied der American Academy of Arts and Sciences. 2003 überreichte der damalige Präsident der Vereinigten Staaten, George W. Bush, Child die Freiheitsmedaille („The Presidential Medal of Freedom“), die höchste zivile Auszeichnung in den Vereinigten Staaten.
2009 erschien die Filmkomödie Julie & Julia von Nora Ephron, die die Lebensgeschichte von Julia Child erzählt. Julia Child wurde im Film von Meryl Streep gespielt.

## Kindheit und Jugend
Julia Child wurde in Pasadena, Kalifornien als Tochter von John und Julia McWilliams geboren. Ihre zwei Geschwister John (1914–2002) und Dorothy (1917–2006) kamen nach ihr auf die Welt. Julia Childs Familie war wohlhabend, und eine Hausangestellte kochte für die Familie. Die Mahlzeiten, die für die Familie serviert wurden, waren neuenglisch geprägt, da Julia Childs Mutter aus Neuengland stammte. Julia Child erinnerte sich zwar später daran, dass ihre Großmutter auf väterlicher Seite ausgezeichnet Huhn und Donuts zubereiten konnte. Sie selber zeigte während ihrer Jugend jedoch kein Interesse am Kochen. Die einzige kulinarische Erfahrung ihrer Jugend, die ihr nachhaltig in Erinnerung blieb, war ein Besuch des Restaurants Caesar’s Place im mexikanischen Tijuana, bei dem Cesare Cardini persönlich an ihrem Tisch Caesar Salad zubereitete. Julia Childs Biografin Joan Reardon schließt jedoch nicht aus, dass der Restaurantbesuch Julia Child vor allem deshalb so deutlich in Erinnerung blieb, da sich dieses Restaurant, in dem Mariachibands spielten und Bier und Cocktails serviert wurden, so deutlich von den prohibitionistisch geprägten US-amerikanischen Restaurants unterschied.
Die schon als Jugendliche mit 1,88 Metern ausgesprochen groß gewachsene Julia Child spielte Tennis, Golf und Basketball und war Mitglied verschiedener Sportmannschaften des Smith College, das sie 1934 als Bachelor of Arts in Geschichte abschloss. Nach Abschluss ihres Studiums arbeitete sie für die Werbeabteilung eines Möbelhauses in New York. 1937 kehrte sie nach Kalifornien zurück, wo sie während der nächsten vier Jahre für verschiedene Verlage schrieb und im Werbegeschäft arbeitete.

## Zeit des Zweiten Weltkriegs
Mit dem Eintritt der Vereinigten Staaten in den Zweiten Weltkrieg zog Julia Child nach Washington. Da sie zu groß war, um im Women’s Army Corps zu dienen, arbeitete sie für das Office of Strategic Services (OSS) im Büro von General William J. Donovan. Die Arbeit in Washington erwies sich jedoch als weniger aufregend als sie erhofft hatte und sie bewarb sich für den Dienst in Übersee, sobald sich dafür die Möglichkeit ergab. Gemeinsam mit einer Gruppe, zu der unter anderem die Anthropologen Gregory Bateson und Cora DuBois gehörten, reiste sie per Schiff zunächst nach Australien und von da aus nach Indien. Sie selber wurde nach Kandy, Sri Lanka versetzt, wo sie für das Archiv des OSS zuständig war. In Kandy lernte sie Paul Child kennen, der für die Einrichtung der Kommandozentralen zuständig war. Paul Child, zehn Jahre älter als Julia Child, war weitgereist, sprach mehrere Sprachen, war begeisterter Fotograf und Maler und schätzte gutes Essen. Gemeinsam mit Gregory Bateson, Cora Du Bois, dem Ornithologen Sidney Dillon Ripley und dem Journalisten Theodore H. White gehörten sie einer Gruppe von freundschaftlich verbundenen Personen an, die das als langweilig empfundene Kantinenessen umgingen, um die verschiedenen regionalen Spezialitäten der asiatischen Küche auszuprobieren. Zufällig wurden beide nahezu gleichzeitig zunächst nach Chongqing und dann Kunming versetzt. Paul und Julia Child verstanden sich gut, waren sich aber beide nicht sicher, wieweit ihre gegenseitige Zuneigung durch die ungewöhnliche Situation des Krieges bedingt war. Nach dem Ende des Krieges kehrte Julia Child nach Kalifornien zurück. Mit Paul Child blieb sie zunächst in Briefkontakt, dann trafen sie sich in Washington, um herauszufinden, ob die gegenseitige Anziehung noch Bestand hatte. Am 1. September 1946 heirateten sie schließlich und zogen nach Washington. Julia Child hatte in Kalifornien noch Kochunterricht genommen, um dem anspruchsvollen Geschmack ihres Mannes gerecht zu werden. Paul Child erinnerte sich später jedoch an Abendessen, die erst um 21 oder 22 Uhr von seiner erschöpften Frau serviert wurden.

## Paris
Zu Beginn des Jahres 1948 erfuhr Paul Child, dass er zum United States Information Office nach Paris versetzt würde. Paul Child hatte als junger Mann in Paris gelebt und dort unter anderem Ernest Hemingway und Gertrude Stein kennengelernt. Für Julia Child war es der erste Aufenthalt in Europa. Am 3. November 1948 traf das Ehepaar im Hafen von Le Havre ein. Ihre erste Mahlzeit auf französischem Boden hatte sie in einem Restaurant in Rouen auf dem Weg nach Paris. Diese Mahlzeit, die aus Austern, Seezunge Meunière und ausgezeichnetem Wein bestand, hat sie später mehrfach als eine „Offenbarung“ bezeichnet. Für kurze Zeit lebte das Ehepaar in einem Hotel. Dann fanden sie eine Wohnung in der rue de l’Université. Während ihr Mann seiner Tätigkeit an der US-Botschaft nachging, begann Julia Child im Berlitz-Institut ihr College-Französisch aufzufrischen. Den Rest des Tages verbrachte sie damit, Paris zu erkunden. Regelmäßig war das Ehepaar abends in Restaurants wie dem L’Escargot oder dem La Grille zu Gast, die zu den führenden Restaurants der französischen Hauptstadt gehörten. Julia Child versuchte zunehmend, Mahlzeiten für sich und ihren Ehemann zuzubereiten. Beide waren sich jedoch einig, dass Julia Childs Kochkünste noch zu wünschen übrig ließen. Schließlich schrieb sie sich im Le Cordon Bleu ein. Ihr wurde zuerst eine Kochklasse zugewiesen, die sich an unerfahrene Hausfrauen richtete. Julia Child insistierte jedoch bei der Leitung der Kochschule, dass sie mehr als eine oberflächliche Einführung in die französische Küche wünsche und auf eine fundierte Ausbildung abziele. Schließlich gelang es ihr, in den sechsmonatigen Kochkurs aufgenommen zu werden, in dem zwölf ehemalige Angehörige der US-Armee aufgrund der G. I. Bill of Rights Kenntnisse der französischen Küche erwerben sollten, um später in den Staaten im Restaurantgeschäft zu arbeiten. Der Unterricht begann morgens um sieben und dauerte dann zwei oder drei Stunden. Julia Child kehrte danach in die Wohnung zurück, um für sich und ihren Mann zu kochen und dabei das Erlernte unmittelbar umzusetzen. Ihre Schwester Dorothy, die zu der Zeit zu Gast in Paris war, als ihre Schwester ihre Technik bei der Herstellung von Sauce Hollandaise und Sauce Béarnaise perfektionierte, hat später davon berichtet, dass die butterreichen Experimente von Julia Child zu Gallenkoliken bei allen Beteiligten führten.

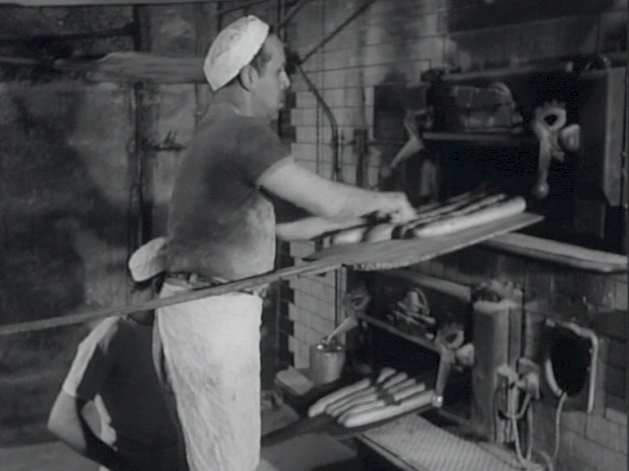
Pariser Bäcker in den 1950er Jahren

Am Nachmittag kehrte Julia Child ins Le Cordon Bleu zurück, um den Kochdemonstrationen beizuwohnen, zu denen die führenden Köche von Paris eingeladen wurden. Zu den Lehrern am Cordon Bleu zählte Max Bugnard, ein Schüler von Escoffier und der Pâtissier Claude Thillmont, der viele Jahre lang die Pâtisserie des Café de Paris geleitet hatte. Julia Child sagte später über diese Zeit, dass sie erst mit dem Kochen eine Tätigkeit gefunden habe, die sie richtig interessiere. Der Kochbuchklassiker La bonne Cuisine de Madame E. Saint-Ange gehörte zu ihren Inspirationen.
1949 lernte Julia Child auf einer Cocktailparty Simone Beck kennen. Simone Beck teilte Julia Childs Leidenschaft für gute Küche, und Julia Child verstand sich mit der Französin so gut, dass sich die beiden Frauen für den nächsten Tag verabredeten, um ihre Diskussion über Esskultur fortzusetzen. Wenige Tage später stellte Simone Beck Julia Child ihrer Freundin Louisette Bertholle vor und beide Frauen drängten Julia Child, Mitglied im Le cercle des Gourmettes zu werden. Die Vereinigung, die nur Frauen als Mitglieder zuließ, veranstaltete für ihre Mitglieder in regelmäßigen Abständen Mittagessen, die von Köchen zubereitet wurden, die speziell für diesen Anlass eingeladen wurden. Die Mitglieder der Vereinigung durften dabei während der Zubereitung des Mahles anwesend sein und den Köchen assistieren. Die drei Frauen waren einige der wenigen Mitglieder, die diese Möglichkeiten wahrnahmen, und zwischen den drei Frauen entwickelte sich eine zunehmend engere Freundschaft.
Simone Beck und Louisette Bertholle hatten auf Anregung eines US-amerikanischen Freundes von Bertholle hin ein kleines Heftchen mit dem Titel What’s cooking in France geschrieben, das Nordamerikanern die französische Küche näher bringen sollte. Die beiden Frauen planten, dieses Heftchen zu einem umfangreichen Kochbuch weiterzuentwickeln, das ebenso wie ihr kleines Rezeptheftchen von Ives Washburn Publishing Company veröffentlicht werden sollte. Ihrer Ansicht nach war Julia Child die ideale Ergänzung, um die Rezepte ins Englische zu übertragen und den kulturellen Hintergrund eines nordamerikanischen Publikums zu berücksichtigen. Da in Paris eine größere Anzahl von Amerikanern lebte, die großes Interesse daran hatten, mehr über die französische Küche zu erfahren, gründeten die drei zunächst die L’Ecole de Trois Gourmandes. Als Kochstudio diente die Küche in der Wohnung der Childs.

## Erste Arbeiten anMastering the Art of French Cooking
Julia Child stand der Idee eines gemeinsamen Kochbuches zunächst skeptisch gegenüber, geriet jedoch zunehmend in die Rolle derjenigen, die das Projekt strukturierte und die Verhandlungen mit den nordamerikanischen Verlagshäusern führte. Bereits im Herbst 1952 hatte Julia Child Zweifel daran, dass Ives Washburns Publishing Company das geeignete Verlagshaus für ihr zunehmend ambitionierteres Projekt sei. Simone Beck und Louisette Bertholle hatten bei der Veröffentlichung ihres ersten Kochbuches nicht einmal Gelegenheit erhalten, die Druckfahnen korrekturzulesen, der Verlag hatte wenig Anstrengungen unternommen, um das Heftchen zu vermarkten, es gab keinen Vorvertrag über das geplante Kochbuch und keiner der Autoren hatte bislang einen marktüblichen Vorschuss erhalten. Julia Child fand einen US-amerikanischen Anwalt, der ihre Interessen vertreten sollte und forderte von Ives Washburns alle Manuskripte zurück, um sie erneut zu übersetzen und zu überprüfen. Sie war auch diejenige, die ihre Mitautorinnen zwang, sich über Umfang und Zielsetzung des geplanten Kochbuches klar zu werden. Zu diesem Zeitpunkt planten die Autorinnen noch ein fünfbändiges Werk über die französische Küche.
Im Frühjahr 1953 begann Julia Child durch einen Zufall eine Brieffreundschaft mit Avis DeVoto. DeVotos Ehemann, der Historiker Bernard DeVoto, hatte in einem Zeitungsartikel den Mangel an vernünftigen Küchenmessern in den Vereinigten Staaten beklagt. Julia Child hatte ihm daraufhin ein französisches Messer geschickt und daraus hatte sich ein zunehmend intensiverer Briefverkehr mit Avis DeVoto entwickelt. Avis DeVoto arbeitete als freiberufliche Lektorin für ein Bostoner Verlagshaus und wurde für die drei Autorinnen zunehmend zur unbezahlten Literaturagentin. Dank DeVotos Vermittlung schloss das Autorenteam einen Vorvertrag mit Houghton Mifflin, einem Verlagshaus, das etwas mehr Erfahrung in der Veröffentlichung von Kochbüchern besaß als Ives Washburns Publishing.
In der Zeit traten auch die ersten Spannungen mit Louisette Bertholle auf. „Du und ich sind die mehr gradlinigeren Kochtypen“, schrieb Julia Child an Simone Beck, nachdem Louisette Bertholle erneut vorgeschlagen hatte, mit einer Garnierungsidee dem nordamerikanischen Geschmack gerecht zu werden. Julia Childs Beitrag zum Kochbuch bestand zu einem großen Teil darin, die Grundzubereitungsweisen der von Simone Beck und Louisette Bertholle vorgeschlagenen Rezepte zu analysieren und zu verstehen. Typische Kochbücher dieser Zeit richteten sich überwiegend an ein Publikum, das Kocherfahrung besaß und in der Lage war, ein Rezept zu adaptieren, wenn andere Zutaten oder Mengen dies verlangten. Bei einem US-amerikanischen Publikum war eine Vertrautheit mit französischen Küchentechniken nicht vorauszusetzen und ein Kochbuch, das sich an diese Zielgruppe richtete, musste detailliert die Zubereitungsweise beschreiben, selbst wenn einige Leser Kocherfahrung besaßen. Julia Child ging jedoch weiter, als Küchentechniken in nachvollziehbaren Schritten zu beschreiben. Grundsätzlich eine ausgeprägt systematische und strukturierte Persönlichkeit, wollte Julia Child verstehen, was dazu führte, dass eine Sauce ausflockte oder ein Soufflé zusammenfiel. Wenn sie sich mit den Rezepten von Louisette Bertholle und Simone Beck beschäftigte, zielte sie darauf ab, die Zubereitungsmethode zu finden, die mit der größten Verlässlichkeit ein gutes Resultat erzielte. Ohne sich dessen bewusst zu sein, legte Julia Child damit den Grundstein für den Erfolg des späteren Kochbuches. Die Rezepte waren erprobter als üblich und selbst ein relativ unerfahrener Koch konnte sich darauf verlassen, ein präsentables Ergebnis zu erzielen, wenn er sich an die Zubereitungsschritte hielt. Julia Child berücksichtige außerdem die andere Küchenausstattung, die eine typische amerikanische Küche von einer französischen unterschied. In den US-amerikanischen Küchen hielten zunehmend elektrische Hilfsgeräte wie Mixer und Küchenmaschine Einzug und genauso systematisch wie Julia Child die sicherste Zubereitungsweise für eine Sauce Hollandaise untersuchte, untersuchte sie die Einsatzmöglichkeiten solcher Küchengeräte. Selbst Gastgeberin zahlreicher Essenseinladungen, war es für sie selbstverständlich, die Rezepte in Schritte zu gliedern, die sich gut vorbereiten ließen, und nahezu jedes Rezept von Mastering the Art of Cooking gibt Hinweise, wie ein Gericht kurz vor dem Servieren aufgewärmt werden kann.

## Aufenthalt in Marseille und Bonn
Bereits im Februar 1953 war Paul Child zum US-Konsulat in Marseille versetzt worden. Eine direkte Zusammenarbeit mit Simone Beck und Louisette Bertholle wurde dadurch schwieriger. Die Freundinnen tauschten sich überwiegend über Briefe miteinander aus. Bei der Wahl des neuen Apartments war entscheidend, dass die Küche groß genug war, um Julia Childs zunehmend umfangreichere Sammlung an Küchengeräten unterzubringen und ihr ein komfortableres Arbeiten zu ermöglichen. Von ihrer Wohnung aus konnten sie den Hafen von Marseille überschauen und nur unweit von ihrer Wohnung befand sich der Markt. Der Umzug führte auch dazu, dass das gemeinsame Kochbuch ein größeres Spektrum als nur die charakteristische bürgerliche Küche aus der Umgebung von Paris abdeckte und auch charakteristische Rezepte der Provence wiedergab. Im Spätsommer 1954 wurde Paul Child an die US-Botschaft nach Bonn versetzt. Den zweimonatigen Aufenthalt in den Staaten, der zwischen den beiden Versetzungen lag, nutzte Julia Child, um sich mit den Einkaufsmöglichkeiten eines typischen US-amerikanischen Haushalts auseinanderzusetzen. Die Liste der Dinge, die sie zusammenstellte, um sie während ihres US-Aufenthalts zu klären, umfasste die Größe von Truthähnen, die in US-amerikanischen Supermärkten angeboten wurden, die Frage, wie weit es mittlerweile für den typischen amerikanischen Haushalt normal war, gefrorene Lebensmittel zu kaufen, und die Unterschiede zwischen den Mehlsorten, die in den Vereinigten Staaten und in Frankreich erhältlich waren. Julia Child wurde sich in den Monaten zurück in den Staaten auch bewusst, wie wenig Amerikaner mit der Idee vertraut waren, beim Kochen Wein zu verwenden oder Fleisch zu marinieren.

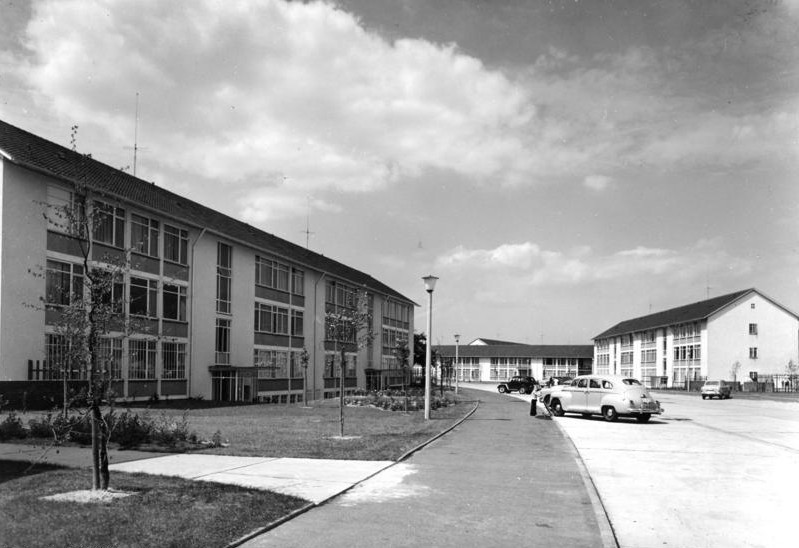
HICOG-Siedlung in Plittersdorf, 1952

Während ihres Aufenthalts in Deutschland lebten die Childs in der HICOG-Siedlung Plittersdorf, einer von vielen US-Amerikanern bewohnten Wohnanlage in Bonn mit einem großen, typisch US-amerikanischen Supermarkt. Anders als während ihrer Zeit in Frankreich hatte sie in Plittersdorf keinen Gasherd, sondern einen Elektroherd, eine Küchenausstattung, die eher dem durchschnittlichen US-amerikanischen Haushalt entsprach. Julia Child nutzte ihre Zeit in Plittersdorf, um die Rezepte, die ihr Simone Beck zusandte, US-amerikanischen Einkaufsbedingungen und Kochmöglichkeiten anzupassen. Der Umzug nach Bonn hatte auch den Vorteil, dass Julia Child nicht direkt in die Streitigkeiten mit Louisette Bertholle involviert war. Während Julia Child und Simone Beck sich einig waren, dass das Kochbuch die grundlegende französische Küche erläutern und dafür jedes Rezept sorgfältig wieder und wieder getestet werden müsse, bis die perfekte Zubereitungsweise gefunden sei, hatte Louisette Bertholle auf ein wesentlich weniger aufwendiges Kochen abgezielt. Sie beteiligte sich zunehmend weniger an der Arbeit an dem Kochbuch. Mithilfe von Anwälten einigte man sich schließlich, dass Louisette Bertholle einen geringeren Anteil an den Tantiemen für das zukünftige Kochbuch erhalten solle, aber dass ihr Name gleich groß auf dem Cover erscheinen werde. Im Frühjahr 1956 teilte man Paul Child mit, dass man ihn im Herbst nach Washington zurückversetzen werde.

## Veröffentlichung vonMastering the Art of French Cooking
Auch nach ihrer Rückkehr an die amerikanische Ostküste recherchierte und testete Julia Child gemeinsam mit Beck und Bertholle Rezepte. Im Februar 1958 reichten die drei Autorinnen ein 800-seitiges Manuskript beim Verlagshaus Houghton Mifflin ein, mit dem sie einen Vorvertrag hatten. Mehrere Versuche der Autorinnen, das Buch zu kürzen und zu vereinfachen, scheiterten, weswegen der Verlag das Buchprojekt 1959 endgültig ablehnte.
Child reichte das überarbeitete Manuskript daraufhin bei William Koshland vom Verlag Alfred A. Knopf ein, wo der erste Band von Mastering the Art of French Cooking schließlich 1961 erschien. Das 726-seitige Kochbuch war ein Bestseller und wurde fast ausschließlich positiv aufgenommen. Der amerikanische Restaurantkritiker Craig Claiborne nannte es das „vermutlich umfangreichste, lobenswerteste und monumentalste Werk zu diesem Thema […] kompromisslos und nicht herablassend“ geschrieben.
Nach diesem Erfolg ihres ersten Buchs schrieb Child zahlreiche Beiträge in Zeitschriften und eine regelmäßige Kolumne für den Boston Globe.

## Fernsehkarriere und weitere Publikationen
Nachdem Child 1962 in einer Buchsendung des Bostoner Fernsehsenders WGBH-TV die Zubereitung eines Omelettes demonstriert und der Sender begeisterte Zuschriften erhalten hatte, entschied sich WGBH-TV, eine eigene Kochsendung mit ihr zu produzieren. The French Chef wurde zunächst nur in Boston und Umgebung gesendet. Ab 1963 wurde die Sendung landesweit ausgestrahlt und 1966 als erste Bildungssendung mit einem Emmy ausgezeichnet. Insgesamt wurden zwischen 1962 und 1973 200 Folgen von The French Chef produziert, ab 1972 als erste US-amerikanische Sendung auch mit Untertiteln für Hörgeschädigte.
1968 veröffentlichte Child eine Sammlung ihrer Rezepte aus der Sendung unter dem Titel The French Chef Cookbook, zwei Jahre später folgte – gemeinsam mit Ko-Autorin Simone Beck – der zweite Band von Mastering the Art of French Cooking.
In den 1970er und 1980er Jahren folgten weitere Fernsehsendungen wie Julia Child & Company, Julia Child & More Company und Dinner at Julia's sowie knapp zwanzig weitere Bücher – zum Teil gemeinsam mit Koautoren. 1989 veröffentlichte Julia Child das Buch The Way To Cook, vier Jahre zuvor waren bereits sechs, jeweils einstündige Video-Anleitungen unter dem gleichen Titel erschienen.
Die Küche von Julia Child, in der die ersten drei ihrer Fernsehsendungen aufgezeichnet wurden, ist heute im National Museum of American History in Washington ausgestellt.

## Letzte Lebensjahre und Vermächtnis
Im Jahr 2001 zog Child in eine betreute Wohngemeinschaft für Senioren in Kalifornien und vermachte ihr Haus und Büro in Cambridge (Massachusetts) dem Smith College. Ihre Ehe mit Paul, der inzwischen verstorben war, war kinderlos geblieben.
Am 12. August 2004 starb Child drei Tage vor ihrem 92. Geburtstag im kalifornischen Montecito an Nierenversagen. Ihre letzte Mahlzeit war französische Zwiebelsuppe.
Mit dem Tod von Child nahm ihre Stiftung, The Julia Child Foundation for Gastronomy and Culinary Arts, ihre Arbeit auf. Child hatte diese private Wohltätigkeitsstiftung 1995 gegründet, um ihr Lebenswerk fortzuführen. Mit Zuwendungen und Stipendien finanziert die Stiftung unter anderem Forschung zur Geschichte der Kochkunst und gastronomische Ausbildungen.
2006 erschien postum das letzte Buch Julia Childs, das sie gemeinsam mit ihrem Großneffen Alex Prud’homme, verfasst hatte. Das autobiografische Werk My Life in France umfasst Childs Leben in Frankreich nach dem Zweiten Weltkrieg.
2021 entstand mit Julia eine von Julie Cohen und Betsy West inszenierte Dokumentation über ihr Leben und Wirken.
Von 2022 bis 2023 wurde auf dem Streaminganbieter HBO Max die Fernsehserie Julia veröffentlicht, die auf ihrem Leben basierte. Child wurde dabei von der britischen Schauspielerin Sarah Lancashire dargestellt.

## Bücher
- Mastering the Art of French Cooking (1961), with Simone Beck and Louisette Bertholle ISBN 0-375-41340-5.
- Mastering the Art of French Cooking, Volume Two (1970), with Simone Beck ISBN 0-394-40152-2.
- The French Chef Cookbook (1968) ISBN 0-394-40135-2.
- From Julia Child's Kitchen (1975) ISBN 0-517-20712-5.
- Julia Child & Company (1978) ISBN 0-345-31449-2.
- Julia Child & More Company (1979) ISBN 0-345-31450-6.
- The Way to Cook (1989) ISBN 0-394-53264-3.
- Julia Child's Menu Cookbook (1991), one-volume edition of Julia Child & Company and Julia Child & More Company ISBN 0-517-06485-5.
- Cooking With Master Chefs (1993) ISBN 0-679-74829-6.
- In Julia’s Kitchen with Master Chefs (1995) ISBN 0-679-43896-3.
- Baking with Julia (1996) ISBN 0-688-14657-0.
- Julia’s Delicious Little Dinners (1998) ISBN 0-375-40336-1.
- Julia’s Menus For Special Occasions (1998) ISBN 0-375-40338-8.
- Julia’s Breakfasts, Lunches & Suppers (1999) ISBN 0-375-40339-6.
- Julia’s Casual Dinners (1999) ISBN 0-375-40337-X.
- Julia and Jacques Cooking at Home (1999), with Jacques Pépin ISBN 0-375-40431-7.
- Julia’s Kitchen Wisdom (2000) ISBN 0-375-41151-8.
- My Life in France (2006, posthumous), with Alex Prud’homme ISBN 1-4000-4346-8.
- (collected in) American Food Writing: An Anthology with Classic Recipes, ed. Molly O’Neill (Library of America, 2007) ISBN 978-1-59853-005-6.
- Französisch kochen (Echtzeit Verlag, Basel 2017, Erstübersetzung), mit Simone Beck und Louisette Bertholle ISBN 978-3-906807-01-0.

## Einzelbelege
1. ↑  Fussel, S. V–VII
2. ↑  Mitgliedsverzeichnis AAAS. (PDF) Abgerufen am 23. Juli 2016 (englisch).
3. ↑  Farewell, “French Chef”. In: NewsSmith. Smith College, 2004, abgerufen am 6. Januar 2011 (englisch).
4. ↑  Child, Julia, Prud'homme, Alex: My Life in France. Random House, 2006, ISBN 978-0-307-27769-5, S. 85 (englisch, google.com).
5. ↑  Amanda Hesser: The Way We Eat: Sauced in Translation. In: The New York Times. 11. Dezember 2005, ISSN 0362-4331 (nytimes.com [abgerufen am 19. September 2015]).
6. ↑  February 1958 – Julia Child Foundation. Abgerufen am 5. Mai 2018 (amerikanisches Englisch).
7. ↑  Calvin Tomkins: Good Cooking. In: The New Yorker. 21. Juli 2014, ISSN 0028-792X (newyorker.com [abgerufen am 5. Mai 2018]).
8. ↑  Julia Child's rejection letter from Houghton Mifflin. In: Radcliffe Institute for Advanced Study at Harvard University. 14. August 2012 (harvard.edu [abgerufen am 5. Mai 2018]).
9. ↑  Calvin Tomkins: Good Cooking. In: The New Yorker. 21. Juli 2014, ISSN 0028-792X (newyorker.com [abgerufen am 5. Mai 2018]).
10. ↑  Child, Paul, 1902-1994, Walton, Albie,: From Julia Child's kitchen. Harmondsworth, Middlesex, England, ISBN 0-14-046371-2.
11. ↑  Timeline. In: Julia Child Foundation. (juliachildfoundation.org [abgerufen am 5. Mai 2018]).
12. ↑  Barr, Nancy Verde: In Julia's kitchen with master chefs. 1st ed Auflage. Knopf, New York 1995, ISBN 0-679-43896-3.
13. ↑  Julia Child's Kitchen (text only). Abgerufen am 5. Mai 2018.
14. ↑  JULIA CHILD: 1912-2004 / TV’s French chef taught us how to cook with panache. In: SFGate. (sfgate.com [abgerufen am 5. Mai 2018]).
15. ↑  By Elaine Woo: TV Chef Julia Child Dead at 91. Abgerufen am 5. Mai 2018.
16. ↑  Grants. In: Julia Child Foundation. (juliachildfoundation.org [abgerufen am 5. Mai 2018]).
17. ↑  Jean-Martin Büttner: Sex in der Pfanne. In: Tages-Anzeiger. 4. Oktober 2012.

## Seitenhinweise
1. ↑  S. 113 und S. 114
2. ↑  S. 115
3. ↑  S. 118
4. ↑  S. 118 und S. 119
5. ↑  S. 120
6. 1 2 3  S. 121
7. 1 2 3 4  S. 122
8. 1 2  S. 123
9. 1 2 3  S. 125
10. ↑  S. 126
11. 1 2  S. 127
12. 1 2  S. 128
13. ↑  S. 129

| Personendaten    | Personendaten                               |
| ---------------- | ------------------------------------------- |
| NAME             | Child, Julia                                |
| ALTERNATIVNAMEN  | McWilliams, Julia Carolyn (Geburtsname)     |
| KURZBESCHREIBUNG | US-amerikanische Köchin und Kochbuchautorin |
| GEBURTSDATUM     | 15. August 1912                             |
| GEBURTSORT       | Pasadena, Kalifornien, Vereinigte Staaten   |
| STERBEDATUM      | 13. August 2004                             |
| STERBEORT        | Montecito, Kalifornien, Vereinigte Staaten  |